# Dioclea malacocarpa
A Dioclea malacocarpa é uma planta trepadeira do gênero Dioclea e da família leguminosa Fabaceae que cresce nas matas úmidas e sombreadas da América do Sul e Central. Nos arquivos do Jardim Botânico do Rio de Janeiro de 1930 a planta é descrita como «um cipó de grandes dimensões e bonitas flores roxas». Seu fruto tem quando bem maduro sabor agradável, porém pouco se sabe quanto ao seu comportamento em cultivo.
No Nordeste do Brasil recebe a denominação de «cruanha», enquanto na Amazônia brasileira é denominada «mucunã». Nos outros países onde ocorre, recebe várias denominações locais, como Equador, onde é chamada «Mengakaya».